# 鍾阜路駅
鍾阜路駅（しょうふろえき）は、中華人民共和国江蘇省南京市鼓楼区に位置する南京地下鉄7号線の駅である。将来的には9号線も当駅に乗り入れてくる見込み。

## 駅名
事業着手当初は南京地下鉄集団は「城河村駅」の仮称を用いており、2019年11月28日に「鍾阜路駅」を駅名として第一次公示され、2020年1月18日に第一次公示のより駅名が「鍾阜路駅」に決定したことが発表された。

## 歴史
- 2024年12月28日：7号線の駅として開業。

## 駅構造
| 番線 | 路線                    | 方面                  | 行先                     |
| ---- | ----------------------- | --------------------- | ------------------------ |
|      | 南京地下鉄9号線(未開業) | 中央門・南京駅方面    | 紅山新城行き             |
|      | 南京地下鉄9号線(未開業) | 白雲亭・江東門方面    | 江蘇大劇院・憲法広場行き |
|      | 南京地下鉄7号線         | 莫愁湖・大士茶亭 方面 | 西善橋 行き              |
|      | 南京地下鉄7号線         | 幕府山・幕府西路 方面 | 仙新路 行き              |

## 隣の駅
南京地下鉄
■7号線
幕府西路駅 - 鍾阜路駅 - 福建路駅
■9号線(未開業)
中央門駅 - 鍾阜路駅 - 四平路広場駅